# Laothoe austauti
Laothoe austauti är en fjärilsart som beskrevs av Otto Staudinger 1877. Laothoe austauti ingår i släktet Laothoe och familjen svärmare. Inga underarter finns listade i Catalogue of Life.